# Raja Permaisuri Agong
Raja Permaisuri Agong (Jawi: راج ڤرمايسوري اݢوڠ; título completo: Kebawah Duli Yang Maha Mulia Seri Paduka Baginda Raja Permaisuri Agong; سري ڤدوک بݢيندا راج ڤرمايسوري اݢوڠ (literalmente Suprema Dama Reina) es el título que lleva la consorte del Yang di-Pertuan Agong, el electo y constitucional gobernante supremo del estado de Malasia.
Actualmente, esta posición la ocupa la Reina Zarith Sofiah de Johor, nacida Princesa de Perak.

## Título
El estilo completo y el título en malayo es Kebawah Duli Yang Maha Mulia Seri Paduka Baginda Raja Permaisuri Agong.
Kebawah Duli Yang Maha Mulia significa literalmente Bajo el Polvo del Todopoderoso, refiriéndose a cómo el poder y el prestigio de la Raja Permaisuri Agong es polvo comparado con el poder de Dios y la consorte del gobernante siempre está subordinada a Dios.
Seri Paduka Baginda se refiere a  Seri como a una persona. Paduka significa victorioso y el término Baginda se usa en malayo para referirse a un monarca en tercera persona.
Raja Permaisuri Agong en castellano literal es "Suprema Dama Reina". Es un equivalente arcaico de Raja donde la esposa del mismo es la Raja Permaisuri y "Agong" (o Agung en malayo estándar) significa "supremo".
Alternativamente, los términos comunes en castellano utilizados en los medios de comunicación y por el público en general, refiriéndose a ella incluyen "Reina", "Suprema Reina" y "Suprema Consorte".

## Terminología y precedencia
Como el título "Yang di-Pertuan Agong" generalmente se define como "Rey" en castellano, el título "Raja Permaisuri Agong" se traduce comúnmente como "Reina", y a la portadora se la estila como "Su Majestad". La palabra malaya permaisuri se deriva del sánscrito परमेश्वरी (parameśvarī), "dama suprema".
La Raja Permaisuri Agong sigue inmediatamente a su esposo, el Yang di-Pertuan Agong, en el orden de precedencia de Malasia.

## Estatus, funciones y privilegios
El "Yang di-Pertuan Agong" es elegido (rotado de facto) cada cinco años entre los nueve gobernantes hereditarios de los estados de Malasia. Cuando un gobernante es elegido como el "Yang di-Pertuan Agong", su consorte se convierte automáticamente en la "Raja Permaisuri Agong". En efecto, la titular del título de "Raja Permaisuri Agong" cambia cada cinco años, aunque podría ocurrir antes debido a la muerte o renuncia del "Yang di-Pertuan Agong".
Al igual que muchos cónyuges de jefes de Estado, la "Raja Permaisuri Agong" no tiene un papel estipulado en la Constitución de Malasia. Ella acompaña al "Yang di-Pertuan Agong" en las funciones oficiales y visitas de estado, así como a los jefes de Estado visitantes y sus cónyuges. El artículo 34 de la Constitución de Malasia prohíbe a la "Raja Permaisuri Agong" realizar cualquier nombramiento, cobrar una remuneración o participar activamente en cualquier empresa comercial. Sin embargo, la "Raja Permaisuri Agong" tiene derecho legal a un pago anual que se incluye en la Lista Civil del "Yang di-Pertuan Agong". 
Las anteriores titulares del título de "Raja Permaisuri Agong" cuyos esposos han fallecido reciben una pensión de la Lista Civil del Gobierno Federal. También tienen prioridad inmediatamente después del reinado del "Yang di-Pertuan Agong", de la actual "Raja Permaisuri Agong", los monarcas reinantes de los estados reales y el "Yang di-Pertuan Negeri" (Gobernador Ceremonial) de los estados no reales.
La Gendik Diraja, la tiara de las reinas de Malasia, fue creada en 1957 por Henry Sena, tras la independencia de los sultanatos del Imperio británico, y rediseñada en profundidad por la histórica joyería londinense Garrard & Co en 1984. Está hecha de platino y diamantes, con motivos de media luna y una estrella en el centro.